# Žepče
Žepče ist eine Stadt im Kanton Zenica-Doboj in Bosnien und Herzegowina. Sie liegt am Fluss Bosna, etwa auf halbem Weg zwischen Doboj und Zenica. Politisch gehört Žepče zur Föderation Bosnien-Herzegowina.

## Geographie
Die Verbandsgemeinde hat eine Gesamtfläche von ca. 395 Quadratkilometern, davon liegen 100 Quadratkilometer im Tal des Flusses Bosna, die landwirtschaftlich genutzt werden. Weitere 100 Quadratkilometer sind Obstgebiete und Viehweiden, das restliche Gebiet ist mit Wald bedeckt. Die mittlere Jahrestemperatur beträgt 9,9 °C.
Die Stadt Žepče liegt am Fluss Bosna auf 219 m ü NN. Die geographischen Koordinaten des Ortes sind 44° 25' N, 18° 2' O.

## Geschichte
Die Stadt taucht 1458 erstmals in den Geschichtsbüchern des bosnischen Königs Stjepan Tomašević auf.

### Bosnienkrieg
Im überwiegend von kroatischer und bosniakischer Bevölkerung besiedelten Gebiet um Žepče begann der sogenannte „heiße Krieg“ im Juni 1993 (Beginn des „Krieges im Krieg“ in Bosnien und Herzegowina) mit einem Angriff der bosnischen Regierungsarmee auf die kroatischen Einheiten der Stadt.
In Žepče kooperierten die kroatischen Streitkräfte offen mit der Vojska Republike Srpske. Durch tagelangen ununterbrochenen Granatenbeschuss, durch Schießereien und Straßenkämpfe wurde fast die ganze Stadt zerstört, viele Häuser verbrannt.
Die Rückkehr der Flüchtlinge nach Žepče begann ab 1999. 2001 wurden der Gemeinde Žepče weitere, überwiegend von Kroaten bewohnte Orte angeschlossen: Adže, Čustovo Brdo, Globarica, Grabovica, Komšići, Ljubatovići, Matina, Pire, Ponijevo und Radunice aus der Gemeinde Maglaj, sowie Brankovići, Debelo Brdo, Donji Lug, Gornja Lovnica, Gornji Lug, Osova, Vinište und Vrbica aus der Gemeinde Zavidovići.

## Bevölkerung
Die Gemeinde zählt 31.094 Einwohner (Stand 31. Dezember 2006). Die Mehrheit von ihnen sind bosnische Kroaten.

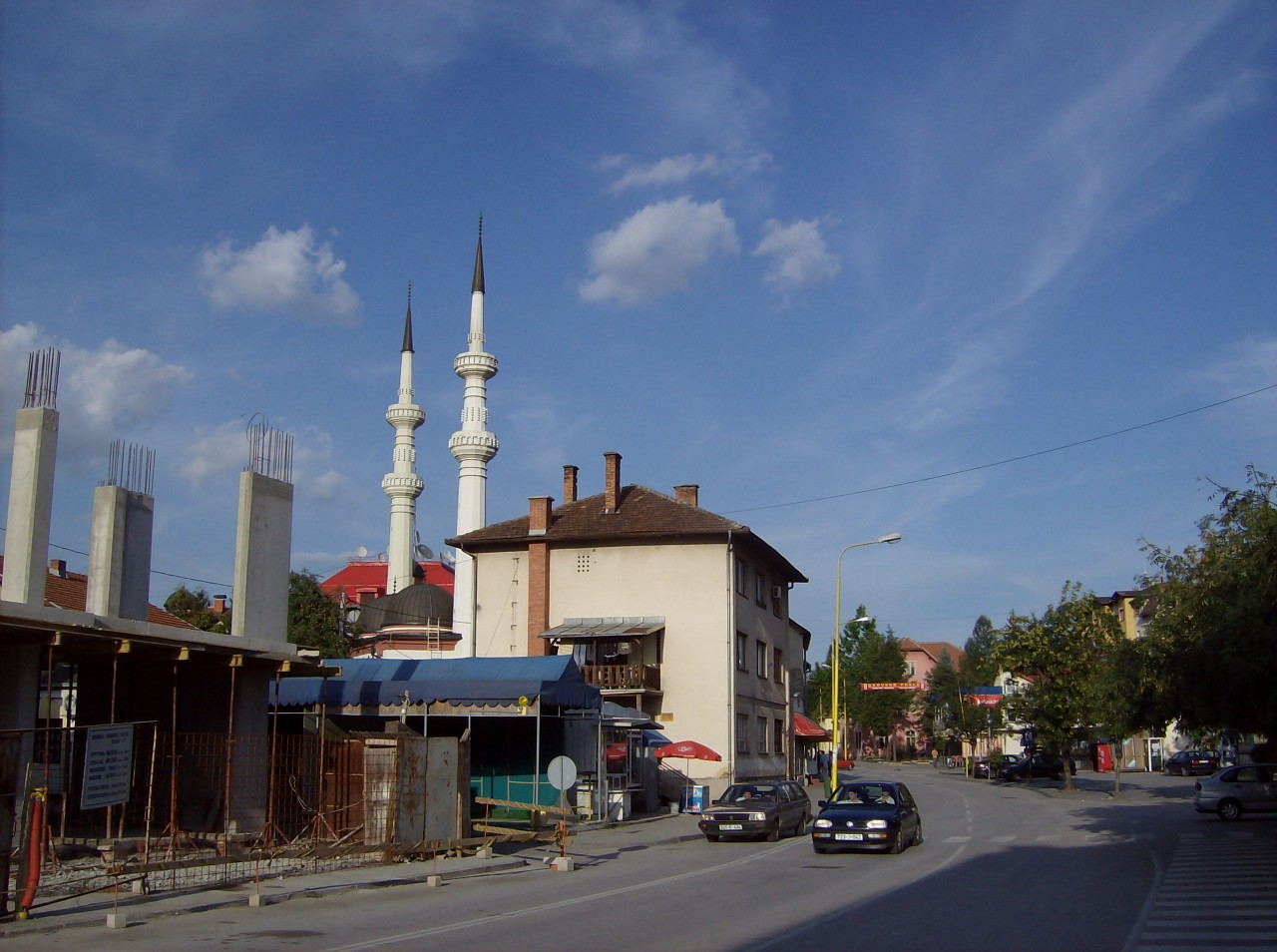
Straße im Stadtzentrum

Einwohnerzahl 1991 (Volkszählung): 22.966 Einwohner in 23 Ortschaften.
- Kroaten – 9.100 (39,62 %)
- Muslime (als Nationalität) – 10.820 (47,11 %)
- Serben – 2.278 (9,91 %)
- Jugoslawen – 546 (2,37 %)
- Andere – 222 (0,99 %)

Einwohnerzahl 1991 (Volkszählung): 5.571 Einwohner in der Stadt.
- Kroaten – 1.450 (26,02 %)
- Muslime – 3.367 (60,43 %)
- Serben – 270 (4,84 %)
- Jugoslawen – 381 (6,83 %)
- Andere – 103 (1,88 %)

## Verkehr
Žepče liegt an der Bahnstrecke Šamac–Sarajevo der Željeznice Federacije Bosne i Hercegovine (ŽFBH). 1879 wurde mit der Eröffnung der Bosnabahn die Stadt ans Eisenbahnnetz angeschlossen. 1947 bauten die Jugoslawischen Staatsbahnen den Abschnitt Sarajevo–Doboj der Bosnabahn auf Normalspur um und verlängerten die Strecke nach Bosanski Šamac.

## Sport
Die Stadt war das Zuhause des Fußballvereins NK Žepče.

## Persönlichkeiten
- Ljerka Njerš (* 1937), Keramikerin, Malerin, Illustratorin und Buchgestalterin